# 마담 앙트완
《마담 앙트완》은 2016년 1월 22일부터 2016년 3월 12일까지 JTBC에서 방영된 텔레비전 드라마이다.

## 줄거리
사랑에 관한 다양한 감정들을 담아내는 심리메디컬 로코 장르로, 임상심리전문가를 중심으로 누구나 갖고 있는 마음의 상처를 통해 보편적인 이야기를 담아 낸 드라마.

## 등장 인물

### 주요 인물
- 한예슬 : 고혜림 역
- 성준 : 최수현 역 (아역 : 최승훈)
- 정진운 : 최승찬 역
- 이주형 : 원지호 역
- 황승언 : 고유림 역

### 주변 인물
- 장미희 : 배미란 역
- 변희봉 : 김문곤 역
- 김성훈 : 이 비서 역
- 문지인 : 이경주 역 (특별출연)

### 그 외 인물
- 홍희원
- 장태민
- 최교식
- 이윤상
- 이주하
- 이두석
- 인성호
- 하수호 : 이마리의 코치 역
- 하연우
- 이범훈 : 몸짱남 역
- 문주연
- 허지나
- 주동희
- 유상재 : 수현 부 역
- 임재민
- 한그림
- 이종구
- 이금주
- 고서희
- 조정문
- 김범용
- 강은아
- 손예지
- 승재
- 장호준
- 구혜령
- 황주호
- 이진권
- 김서경
- 신문성
- 김현
- 성찬호
- 민대식
- 이칸희 : 최수현의 어머니 서연희 역
- 정윤민
- 정두겸
- 누엘
- 이희석
- 문아람
- 신예지
- 황금별
- 당현석
- 신현빈 : 클레어 역
- 손선근
- 양조아
- 이선빈 : 이마리 역
- 이윤수

### 특별출연
- 배유람 : 이진수 역 (1회)
- 산청 (1회)
- 고주원 : 고혜림의 전남편 역 (2~3회)
- 김재경 : 쥬니 역 (3~4회)
- 최태환 : 성호 역 (5~6회)
- 이승준 : 조원국 역 (6~7회)
- 심형탁 : 게임개발회사 CEO 역 (6회)
- 조은지 : 유선 / 엠마 역 (7~8회)
- 데드버튼즈 (8회)
- 태인호 : 강태화 역 (11~12회)

## 시청률
최저 시청률과 최고 시청률은 시청률 조사회사와 지역별로 시청률에 차이가 있을 수 있습니다.
| 2015년 | 2015년   | 2015년     | 2015년      |
| 회차   | 방송일   | AGB 시청률 | TNmS 시청률 |
| ------ | -------- | ---------- | ----------- |
| 제1회  | 1월 22일 | 0.880%     | 0.6%        |
| 제2회  | 1월 23일 | 0.886%     | 0.6%        |
| 제3회  | 1월 29일 | 1.053%     | 0.6%        |
| 제4회  | 1월 30일 | 0.730%     | 0.6%        |
| 제5회  | 2월 5일  | 1.058%     | 0.6%        |
| 제6회  | 2월 6일  | 0.657%     | 0.5%        |
| 제7회  | 2월 12일 | 0.991%     | 0.7%        |
| 제8회  | 2월 13일 | 0.548%     | 0.5%        |
| 제9회  | 2월 19일 | 0.581%     | 0.6%        |
| 제10회 | 2월 20일 | 0.516%     | 0.5%        |
| 제11회 | 2월 26일 | 0.614%     | 0.7%        |
| 제12회 | 2월 27일 | 0.663%     | 0.3%        |
| 제13회 | 3월 4일  | 0.743%     | 0.6%        |
| 제14회 | 3월 5일  | 0.475%     | 0.3%        |
| 제15회 | 3월 11일 | 0.483%     | 0.5%        |
| 제16회 | 3월 12일 | 0.503%     | 0.5%        |

## 동시간대 드라마
tvN 금토드라마
- 《시그널》 : (2016년 1월 22일 ~ 2016년 3월 12일)